# Desierto de Carcross

Desierto de Carcross.

El desierto de Carcross en Canadá, situado fuera de Carcross, Yukón, tiene sólo 1 milla cuadrada (2,6 km²). Es considerado el desierto más pequeño del mundo, aunque en verdad es demasiado húmedo para ser llamado un verdadero desierto. Sin embargo, es mucho más seco que la región circundante, con menos de 50 cm (19 pulgadas) de lluvia anualmente.

## Galería de imágenes

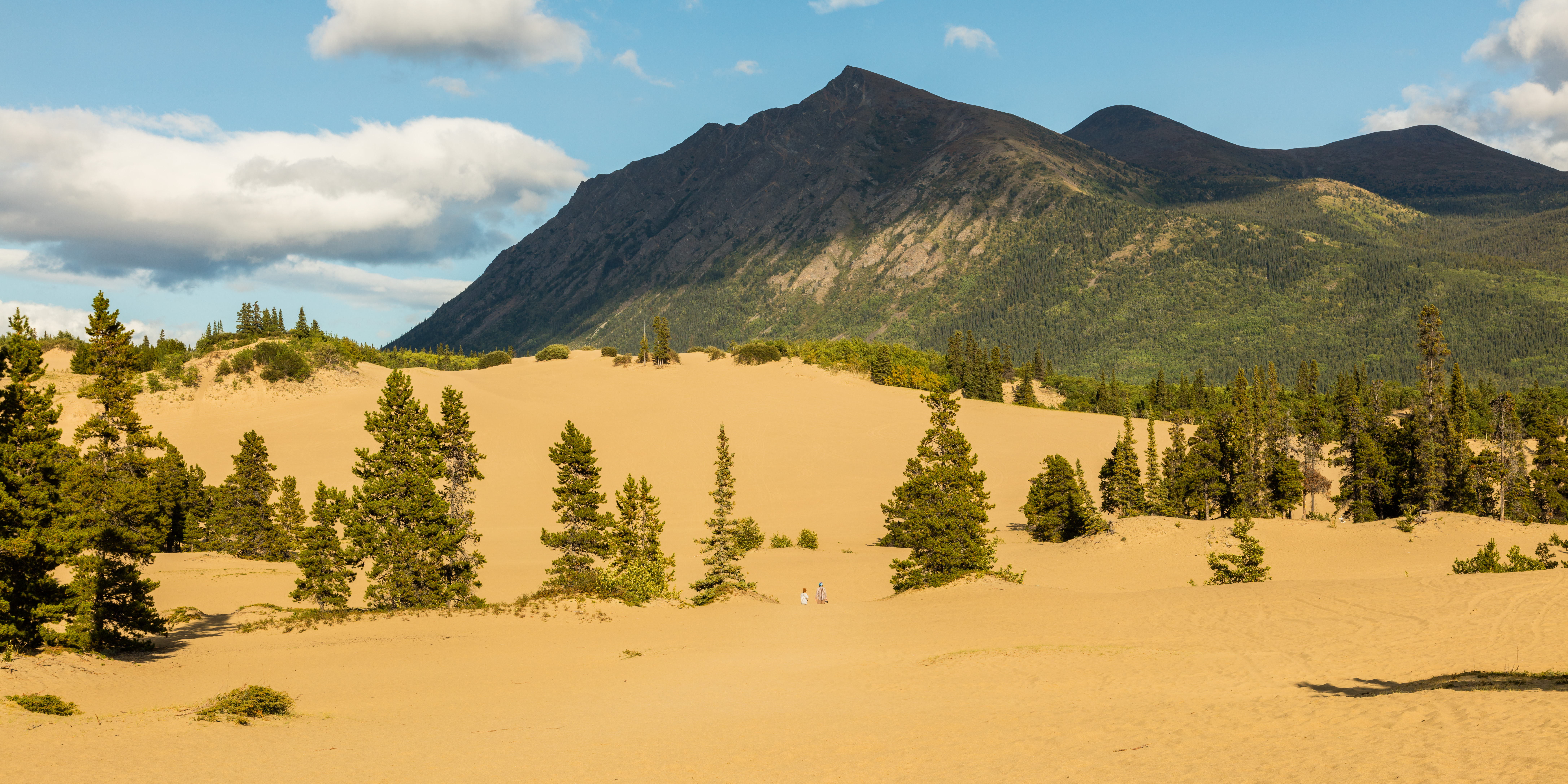
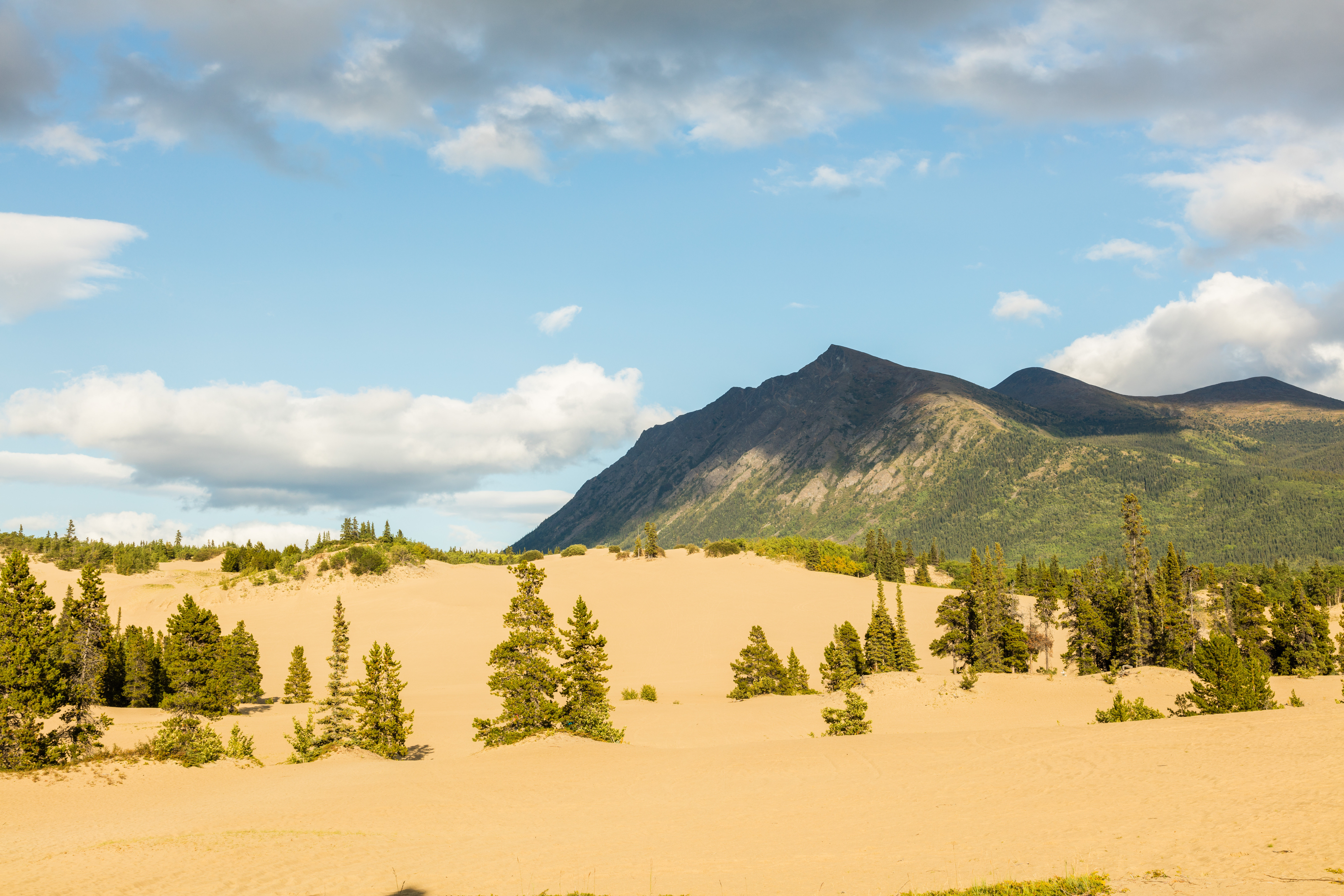
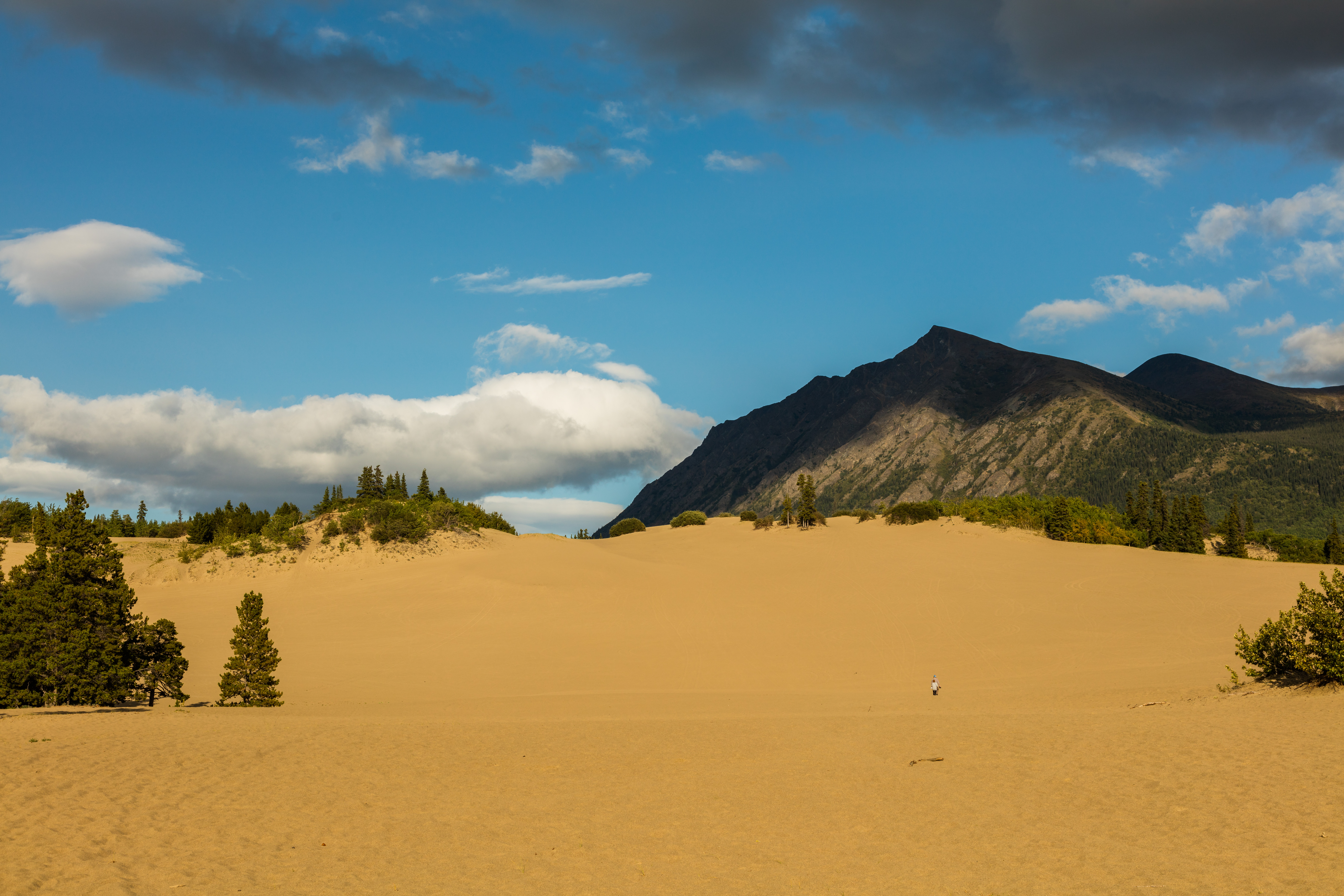

## Clima
El desierto de Carcross es mucho más seco que la región circundante, recibiendo menos de 500 mm de lluvia al año. Esto se debe principalmente, a un efecto de sombra orográfica causada por las montañas circundantes. Como resultado, varias especies raras de plantas se han arraigado en las condiciones relativamente áridas, como Carex sabulosa (planta), que sólo se sabe que existen en otros cuatro lugares en América del Norte, y sobre todo en Asia y Yukon Lupine que también es inusual para el entorno, " crece como una mala hierba." Mientras que la vegetación de la zona actualmente bloquea la mayor parte del sistema dunar en el lugar, un gran evento como un incendio forestal podría limpiar la vegetación de las dunas y el retorno a un estado activo.